# 117 (număr)
117 (o sută șaptesprezece) este numărul natural care urmează după 116 și precede pe 118.

## În matematică
- Este un număr compus, având divizori 1, 3, 9, 13, 39 și 117.
- Este cel mai mic număr care reprezintă lungimea cele mai mari laturi ale unui tetraedru heronian (piramidă perfectă).[2][3]
- Este un număr pentagonal.[4]
- În baza de numerație 10, este un număr harshad.[5]

## În știință
- Este numărul atomic al tennessinului.

### Astronomie
- NGC 117, o galaxie lenticulară, situată în constelația Balena.
- 117 Lomia, o planetă minoră (asteroid) din centura principală.
- 117P/Helin-Roman-Alu, o cometă descoperită de Helin, Roman și Alu.

## Alte domenii
O sută șaptesprezece se mai poate referi la:
- un substituent pentru 17, considerat nenorocos în Italia; când Renault a exportat modelul R17 în Italia, acesta a fost redenumit R117.[6]
- Lockheed F-117 Nighthawk, un avion de atac al United States Air Force.